# Gyula Germanus
Gyula Julius Germanus, (n. 6 noiembrie 1884, Budapesta, Austro-Ungaria – d. 7 noiembrie 1979, Budapesta, Republica Populară Ungară) a fost un turcolog și arabist maghiar de renume internațional, lingvist și istoric al culturii arabe, scriitor, Doctor în studii literare și totodată istoric, parlamentar, membru al Academiei Maghiare de Științe și membru de seamă a zece academii din lumea arabă.  

## Biografie
În anul 1884 când s-a născut Gyula Germanus, capitala regiunii Imperiul Habsburgic locuită de populație maghiară Buda și Pesta avea peste o jumătate de milion de locuitori. Ambii bunici paterni au luptat în revoluția de la 1848 și în războiul de eliberare de sub dominația habsburgică.
S-a născut în Budapesta, într-o familie de oameni muncitori unde tatăl, Germanus Sándor era un iscusit comerciant, priceput meșteșugar pielar confecționând și încălțăminte. Mama, de naționalitate germană, a purtat numele Zobel Rozalia, ambii părinți având descendență evreiască.
De tânăr citește în limba franceză și germană, având un interes deosebit pentru istorie îndreptându-și atenția spre lumea arabă. Scrie o mică operă literară, un roman intitulat ‟A tüzérhadnagy”( Locotenentul de artilerie) pentru care, la un concurs literar, este remunerat în bani, douăzeci de coroane de aur. La fel de pasionat era și de vioară la care cântă din copilărie și citește istorie muzicală.  Răsfoind o revistă în limba germană este captivat de o fotografie reprezentând o gravură de lemne a unei așezări din Orient, imagine ce surprinde clădiri cu acoperiș rotunjit. Rămâne vrăjit de această imagine și începe să studieze limba turcă căutând spiritul sufletului arab. Începe să învețe limba arabă și persană. Este îndrumat de Vámbery Ármin, mare cercetător și lingvist al spațiului Oriental de la care primește prima sa carte în limba persană.

## Studii
În anul 1902 își susține Bacalaureatul apoi pleacă în prima călătorie în lumea musulmană, în Bosnia. Reîntorcându-se acasă se înscrie la Academia de Științe din Budapesta, alegând să aprofundeze latina și istoria, participând la cursurile susținute printre alții de Vámbéry Ármin, Goldziher Ignác, Kunos Ignác, Kuzsinszky Bálint.
În anul 1903 ajunge la Constantinopol unde studiază dreptul locuind la o familie de armeni. Călătorește în Turcia, făcându-și mulți prieteni, observând viața grupurilor de oameni de etnii diferite care trăiau pe teritoriul imperiului. Participă la revoltele Junilor turci care urmăresc îndepărtarea sultanului Abdul Hamid al II-lea, este acuzat de spionaj, arestat, închis, condamnat la moarte și doar la intervenția consulului austriac este eliberat. 
În anul 1905 îi apare primul articol academic în tratatul lingvistic al profesorului turcolog Kunos Ignác. Întreprinde călătorii de studiu în Leipzig, Viena unde se înscrie la cursuri de balcanologie, arheologie, literatură germană.
În anul 1906 îi apare la Viena studiul intitulat ‟Geschichte der osmanischen Dichtkunst”. În anul următor primește titlul de Doctor ( summa cum laude) în limba și literatura turcă, limba și literatura arabă, istoria lumii vechi. Următorii trei ani îi petrece în Marea Britanie, la catedra de Studii Orientale, la British Museum în urma obținerii unei burse de studiu obținută pentru munca de cercetare despre meșteșugarii turci din secolul XVIII. Recomandările pe care le-a primit de la ilustrul islamolog și totodată turcolog, Vámbery Ármin l-au motivat atât în studierea limbii engleze cât și în elaborarea de studii lingvistice și dicționare în limba engleză. Tot în Marea Britanie își urmează pasiunile sportive꞉ înotul, spada, călăritul adăugându-se și boxul acestora.

## Carieră
Întorcându-se la Budapesta în 1912 devine profesor la Academia Regală Maghiară Orientală  iar din 1915, profesor de limbă turcă și arabă.
În timpul anilor Primului Război Mondial lucrează în cabinetul Primului Ministru fiind responsabil cu verificarea informațiilor de presă externă. Datorită cunoașterii aproape la perfecție a limbii turce călătorește deseori în Turcia în misiuni chiar secrete. În anul 1915 însoțește un convoi al Crucii Roșii transportând atât medicamente cât și arme. Găsește o Turcie schimbată, sărăcită, în plină transformare pentru a se alătura țărilor europene mult mai evoluate din nenumărate puncte de vedere. Își regăsește prieteni apropiați în posturi sociale și politice foarte însemnate. Îl cunoaște pe însuși ‟părintele Turciei moderne”, pe președintele Ataturk, Mustafa Kemal care-l medaliază pentru acțiunile întreprinse pe câmpul de luptă alături de turci, cu zece ani în urmă, de la strâmtoarea Dardanele. În anul 1918 organizând și însoțind o fanfară militară pentru a susține spectacole prin Bulgaria apoi prin Turcia îl cunoaște pe urmașul la tron, Abdul Medsid care îî acordă ordinul ‟Osmanie”. Se îmbolnăvește de malarie vindecându-se după doi ani. Tot în acest an devine profesor la Academia de Studii Orientale. Se căsătorește cu prima soție, Hajnóczy Rózsa. În 1921 se desființează Academia de Științe Orientale, Germanus Gyula se retrage de la Academia de Științe din Budapesta devenind profesor independent la Catedra de Cultură Orientală a Universității Economice unde susține prelegeri și cursuri  în limbile turcă, persană, arabă precum și conferințe despre istorie culturală islamică. În 1925 îi apare prima carte de gramatică a limbii turce. În 1926 cu sprijinul scriitorului britanic John Galsworthy este ales secretar al societății maghiare‟ Pen Club” mai târziu înființând aceiași societate în Bulgaria respectiv în Egipt.
Ca mărturie a schimbărilor culturale din Turcia la care asistă face  două cercetări în limba franceză ‟La civilisation turque moderne” și ‟Pensées sur la révolution turque”. În urma acestor două lucrări în limba franceză este invitat, din nou, în Turcia în 1928 regăsind și de data aceasta o țară care-l dezamăgește și mai tare datorită nevoii de europenizare( adoptarea alfabetului latin, vestimentației europene etc). călătorește în Bulgaria apoi Macedonia stabilind legături cu oameni politici precum și cu scriitori din Sofia, Belgrad.

## Călătorii de studiu
Având  vaste cunoștințe despre istoria, politica, literatura, istoria culturală a Orientului Apropiat este invitat de către Rabindranath Tagore, scriitor, poet laureat cu premiul Nobel, în India, la Calcutta pentru a organiza catedra de studii islamice la universitatea Santiniketan, nou înființată de Nizam-ul-Mulk. Împreună cu soția sa petrece trei ani care vor avea o mare influență asupra vieții sale ulterioare. A cunoscut conviețuirea religiei islamice cu poporul hindus, mitologia veche, transformarea diferitelor etnii împărțite în multe grupuri și caste într-o societate comună indiană. A descoperit frumusețile naturale, bogățiile culturale, multitudinea etniilor cercetând originile și dezvoltarea limbilor ‟maori” și ‟munda” căutând eventuale similitudini cu limba maghiară, la rugămintea Prim Ministrului Teleki Pál. Ține conferințe la trei universități de prestigiu, este chemat la Delhi în 1930 unde își continuă munca de cercetare. Aici îl cunoaște pe viitorul președinte al Indiei, Zakir Husein care era rector al universității din Delhi, mare savant de religie musulmană. În acest an se convertește la islam preluând numele Abdul-Karim- Slujitorul Dumnezeului Milostiv. Se adresează oamenilor în marea moschee Sah Dsah fermecându-i prin cuvântarea sa pe cei prezenți. Renumele prelegerii susținute în moschee călătorește departe în lumea musulmană fiindu-i pomenit numele în articole care-i aduc laude. Călătorește alături de soția sa către Himalaia, străbate valea Kasmir, îl cunoaște pe Mahatma Gandhi. Își cuprinde trăirile din India în două cărți꞉ ‟A mai India” traducerea exactă fiind India de azi și ‟India világossága”, în limba română, Strălucirea Indiei . 
În 1934 străbate o parte a Orientului Mijlociu, Egiptul și Arabia Saudită primind o bursă cumulată de 4000 de forinți de la Ministerul Educației din Ungaria, de la Universitatea din Budapesta și din partea primarului Budapestei. Are posibilitatea să petreacă câteva luni la universitatea Al Azhar rămânând uimit de condițiile necuvenite unui asemenea instituții( construită în 972 această medresă). Asistă la recitarea Coranului, predarea acestuia făcându-se în mod tradițional, neschimbat de sute de ani, cunoaște elita culturală a Egiptului acelei vremi.
În 1935 ajunge în orașul sfânt, Mecca, fiind printre primii europeni ajunși acolo, făcând pelerinajul. În secret face fotografii, detaliază cu atenție inscripțiile văzute, descrie amănunțit Kaaba.
Este invitat de conducătorul Arabiei Saudite, Abdul Azíz ibn Saud, trăind o mare onoare. Vizitează și Medina ajungând la Mormântul Profetului. Mărturia acestor descrieri le avem în una dintre cele mai renumite cărți ale sale ‟Allah Akbar!”, editată prima dată în 1936, tradusă în multe limbi internaționale.
La 55 de ani, în 1939, se reîntoarce în Alexandria, călătorește în Liban, Arabia Saudită ajungând pentru a doua oară la Mecca, Medina și la Badr unde își finalizează cercetările și face al doilea pelerinaj. Urmează o călătorie de 28 de zile prin deșert, cu caravanele ajungând la Riad. Această a doua călătorie o are descrisă în cartea ‟A félhold fakó fényében (Kelet varázsa)”, traducerea aproximativă în limba româna fiind꞉ ‟În lumina palidă a lunii-Mirajul Orientului”
În 1941 devine directorul Institutului de Cercetare al Orientului Mijlociu, din 1946, profesor universitar la acest institut. Cunoscând și scriind în limba italiană este ales conducătorul Institutului Italian de Cultură și de Economie Politică. Din 1949 activează în cadrul Universității de Științe “Pázmányi Péter” la catedra de Filologie Turcă apoi devine profesor universitar din 1955. Începe să scrie biografia marelui poet arab Ibn Rumi în 1954. Între anii 1958-1966 ocupă funcția de parlamentar tot în această perioadă se formează catedra de literatură și istorie cultural arabă unde devine profesor universitar titular.
Cariera sa însumează 56 de ani de-a lungul cărora a predat turca, persana, araba, literatură și istorie culturală islamică.
În 1962 îi este publicată cartea ‟Az Arab Irodalom Története” ( Istoria Literaturii Arabe) unde prezintă toate perioadele literaturii arabe și totodată descrie relațiile deosebite pe care le-a avut de-a lungul anilor cu poeți și scriitori din lumea arabă.
În anul 1966 îi apare cartea ‟A Kelet Fényei” (Luminile Orientului) în care își descrie călătoriile cuprinse între 1955 și 1965.
La vârsta de 71 de ani este invitat să susțină conferințe în limbile arabă și engleză despre istoria dezvoltării culturale islamice la universități din Alexandria, Cairo, Damasc și la alte opt universități din India. Călătorește în marile orașe ale Indiei retrăind amintirile tinereții. 
În 1961 susține prelegeri la universitatea din Fez și Rabbat, în anul 1967, la Bagdad este invitat special la aniversarea de 1200 de ani de la înființarea orașului cetate. În 1965 prințul Feisal al Arabiei Saudite îl invită, alături de mai marii cercetători și oameni de știință ai lumii islamice, la Mecca, la Conferința Isalmică. Este a treia dată că–și reînnoiește aderarea la islam refăcând pelerinajul fiind trecut de 80 de ani. 
Nenumăratele distincții și titulaturi academice stau mărturie vastelor sale cunoștințe. Recunoașterea internațională este dovadă importanței muncii și a studiului îndreptat spre istoria, cultura lumii arabe. . 

## Despre Gyula Germanus
Czeglédy Károly( orientalist, istoric și lingvist maghiar) își amintește despre Germanus Gyula că acesta s-a străduit să pătrundă în gândirea și teologia mohamedană. A abordat islamul cu o viziune critică proprie. A fost prima persoană maghiară care a făcut cunoscută o imagine atotcuprinzătoare despre literatura arabă în Ungaria.
Lokesh Chandra, om de știință indian, subliniază că Gyula Germanus a fost primul cercetător străin care le-a arătat oamenilor de cultură indieni modalități critice de studiere a religiei islamice făcându-le cunoscute bazele gândirii islamice proprii culturii lor indiene.
Mahmud Tejmurt scrie că Gyula Germanus a pătruns cel mai adânc în studierea culturii islamului decât a făcut-o oricare dintre predecesorii săi, cu o deosebită atenție, cu experiență și cu tact. Îi sunt exprimate recunoștințe pentru studiile culturale întreprinse subliniindu-se faptul că cercetările, studiile sale au fost făcute nu din perspectiva unui om de știință închis între patru pereți ci din perspectiva eruditului călător care descoperă și trăiește ceea ce a și-a dorit . A dorit să cunoască islamul din interior încercând, ulterior, să-l interpreteze din prisma raționalismului european iar apoi să-l prezinte celor interesați.

## Opera literară
- 'Evlija Cselebi about the Turkish guilds in the 17th century, 1907;
- Schidlof 1000 - world languages on your own - English with [Dr. Latzkó Hugó],1911 [embedded.: 1939];
- Schidlof Dr. practical method mini vocabulary. Hungarian-English and English-Hungarian, 1913;
- Turan, 1916;
- The impact of field and Species on History, 1920;
- The forming of the Osman state, 1921;
- Turkish-Osman language book, 1925;
- Thoughts at the tomb of Gül Baba, 1928;
- Pensées sur la révolution turque, 1928;
- Lecture on Turkish Popular Literature, Lahore, 1931;
- Modern Movements in Islam, Calcutta, 1932;
- India today, 1933;
- The Role of Turks in Islam, I–II., Hyderabad, 1933–34;
- The Awakening of Turkish Literature, I–II., Hyderabad, 1933;
- Light of India – Mahatma Gandhi, 1934;
- Allah Akbar!, 1936;
- Discovering and conquering Arabia, Syria and Mesopotamia, 1938;
- Sulle orme di Maometto, Milano, 1938;
- The rejuvenation of the Arabic ethos, 1944;
- Mahmoud Teymour and Modern Arab Literature, London, 1950;
- Sources of the Arab Nights, London, 1951
- Unknown Masterpieces of Arabic Literature, Hyderabad, 1952;
- Causes of the Decline of the Islamic Peoples, Lahore, 1953;
- Arabic Geographers, London, 1954;
- Bayna Fikraini, Damascus, 1956;
- Guidance From the Light of the Crescent, 1957;
- Trends of Contemporary Arabic Literature, I-II., London, 1957–58;
- Arabic poets from the pagan time to today, 1961;
- The history of Arabic literature, 1962;
- The Berber-Arab Literature of Morocco, Hyderabad, 1964;
- Lights of the East, 1966;
- Ibn Khaldoun, the Philosopher, Lahore, 1967;
- Arab Poets and Critics, Delhi, 1967;
- New Arabic Novelists, Lahore, 1969;
- The Mystical East, 1975 ; ("Guidance From the Light of the Crescent" and "Lights of the East" together)